# Saison 2015-2016 du Football féminin Nîmes Métropole Gard
Chronologie
Saison précédente Saison suivante
La saison 2015-2016 du  Football féminin Nîmes Métropole Gard est la première saison du club gardois en première division du championnat de France.
Emmanuel Gros est à la tête du staff nîmois depuis 2008 et en duo avec Gilles Agniel depuis 2012 lors de cette nouvelle saison qui fait suite à une montée en puissance du club depuis les années 2000, lui permettant d'atteindre l'élite pour la première fois. Les objectifs pour cette saison sont donc d'arriver à se maintenir dans un championnat très dur pour les promus. Cependant, les Nîmoises échouent comme les deux autres promus et terminent à la dernière place du championnat synonyme de relégation.
Le FF Nîmes Métropole Gard évolue également au cours de la saison en Coupe de France et est éliminé lors des huitièmes de finale par le Rodez AF (0-2).

## Avant saison

### Transferts
Deux joueuses extérieures ont rejoint le groupe cette saison, Audrey Gaillardet, arrière latérale droite en provenance du FCF Monteux, tout comme Laurie Saulnier, milieu offensive qui a connu l'expérience internationale en sélections de jeunes à 19 reprises.

### Préparation d'avant-saison
Les nîmoise jouent leur premier match de préparation le 8 août à Nîmes, face à l'Olympique lyonnais.

## Compétitions

### Championnat

#### Phase aller - Journée 1 à 11
L'apprentissage du haut niveau est difficile pour les filles de Gilles Agniel qui s'inclinent lourdement lors de leur premier match dans l'élite face au Montpellier HSC sur le score de sept buts à zéro, avant d'être corriger lors de la journée suivante par le champion en titre, l'Olympique lyonnais sur le score de neuf buts à zéro. Lors du premier match face à une équipe à leur portée, les nîmoises s'inclinent sur le score de trois buts à un face au VGA Saint-Maur, puis deux buts à zéro sur leur pelouse face à l'EA Guingamp. Les gardoises sombrent une nouvelle fois face au Paris SG sur le score de huit buts à zéro, avant de céder une nouvelle fois à domicile contre un adversaire à leur hauteur, l'AS Saint-Étienne sur le score de deux buts à un. Lors de la 7e journée les filles de Gilles Agniel se ratent une nouvelle fois face à d'autres promues en s'inclinant trois buts à un sur la pelouse de l'ESOFV La Roche, puis sont tenues en échec sur leur pelouse lors de la journée suivante un but partout par l'ASPTT Albi. Lors de la neuvième journée, les gardoises sombrent sur la pelouse du FCF Juvisy, l'un des quatre favoris de la compétition sur le score de cinq buts à zéro, puis sombrent à domicile face au Rodez AF sur le score de quatre buts à deux, avant de terminer les matchs de la phase aller sur un encourageant match nul chez l'ASJ Soyaux.

#### Phase retour - Journée 12 à 22
Lors de la première journée des matchs retour, les filles de Gilles Agniel résistent bien face au Montpellier HSC pourtant intraitable cette saison en ne s'inclinant qu'un but à zéro, mais sombrent lors de la journée suivante face à l'Olympique lyonnais sur le score sans appel de dix buts à zéro. Lors de la quatorzième journée, les crocodiles décrochent la première victoire de leur histoire en première division en s'imposant trois buts à deux contre la VGA Saint-Maur, laissant ainsi un très maigre espoir de sauver leur saison, mais leurs illusions sont rapidement refroidies par une cruelle défaite un but à zéro contre l'EA Guingamp, puis par une nouvelle humiliation face au Paris SG qui s'impose cinq buts à zéro aux costières. Les filles de Gilles Agniel réalisent une bonne performance lors de la 17e journée en tenant en échec à l'extérieur, l'AS Saint-Étienne deux buts partout après avoir mené au score deux buts à zéro, mais commettent le faux pas de trop lors de la journée suivante face à l'ESOFV La Roche, défaite quatre buts à eux, scellant ainsi leur avenir pour la saison prochaine qui se jouera à l'échelon inférieur. Lors d'une fin de saison sans enjeu, les gardoises enchaînent par une défaite face à l'ASPTT Albi, puis s'incline à domicile face au FCF Juvisy sur le score de trois buts à zéro, avant de s'incliner chez le Rodez AF trois buts à un. Les nîmoises terminent leur première saison dans l'élite par un bon match nul sur la pelouse de l'ASJ Soyaux (2-2) mais finissent tout de même dernière du championnat et retrouveront la Division 2 l'année prochaine.

### Classement final et statistiques
Le FF Nîme MG termine le championnat à la douzième place avec 1 victoire, 4 matchs nuls et 16 défaites. Une victoire rapportant quatre points, un match nul deux points et une défaite un point, le MHSC totalise 28 points soit cinquante-trois points de moins que le club sacré champion, l'Olympique lyonnais. Les Nîmoises possèdent la plus mauvaise attaque du championnat et la mauvaise défense.
L'Olympique lyonnais est qualifié pour la phase finale de la Ligue des Champions 2016-2017 ainsi que le Paris SG qui occupe la deuxième place. Les trois clubs relégués en Division 2 sont l'ESOFV La Roche-sur-Yon, le FF Nîmes Métropole Gard et le VGA Saint-Maur après un an au plus haut niveau.
| Rang | Équipe                  | Pts | J  | G | N | P  | Bp | Bc | Diff |
| ---- | ----------------------- | --- | -- | - | - | -- | -- | -- | ---- |
| 9    | ASPTT Albi              | 45  | 22 | 6 | 5 | 11 | 25 | 44 | -19  |
| 10   | ESOFV La Roche-sur-Yon  | 38  | 22 | 5 | 1 | 16 | 24 | 58 | -34  |
| 11   | VGA Saint-Maur          | 30  | 22 | 2 | 2 | 18 | 22 | 78 | -56  |
| 12   | FF Nîmes Métropole Gard | 29  | 22 | 1 | 4 | 17 | 17 | 79 | -62  |

| 0 | Relégué en Division 2 |

### Coupe de France
La coupe de France 2015-2016 est la 15e édition de la coupe de France, une compétition à élimination directe mettant aux prises les clubs de football à travers la France métropolitaine et les DOM-TOM. Elle est organisée par la FFF et ses ligues régionales.
Lors des 1/32e de finale, les nîmoises affrontent une équipe de seconde division, l'Olympique de Marseille et s'imposent lors de la séance de tirs au but après avoir été tenu en échec un but partout. Lors du tour suivant, les gardoises écrasent leurs principales rivales départementales sur le score de trois buts à zéro, l'AS Saint-Christol-lez-Alès. Mais elles chutent à domicile le tour suivant face à une autre équipe de l'élite, le Rodez AF, sur le score de deux buts à zéro.

### Matchs officiels de la saison
Le tableau ci-dessous retrace les rencontres officielles jouées par le Football Féminin Nîmes Métropole Gard durant la saison. Les buteurs sont accompagnés d'une indication sur la minute de jeu où est marqué le but et, pour certaines réalisations, sur sa nature (penalty ou contre son camp).
| Compétition     | Débute au tour | Place ou tour final | Matches joués | Gagnés | Nuls | Perdus | Buts pour | Buts contre | Différence |
| Division 1      | -              | 12e                 | 22            | 1      | 4    | 17     | 17        | 79          | -62        |
| Coupe de France | 1/32 de finale | 1/8 de finale       | 3             | 1      | 1    | 1      | 4         | 3           | +1         |
| Total           | -              | -                   | 25            | 2      | 5    | 18     | 21        | 82          | -61        |

## Joueurs et encadrement technique

### Encadrement technique
L'équipe est entraînée par Gilles Agniel, en poste depuis l'été 2012, qui a entraîné au FC Bagnols-Pont et au FCF Monteux avant d'arriver dans la capitale gardoise. Il est secondé par Emmanuel Gros, au club depuis l'été 2008, dont il était l'entraineur principal à l'arrivée de Gilles Agniel.

### Statistiques individuelles
| Joueuse            | Total |
| Laurie Saulnier    | 3     |
| Oura Agnès Kouame  | 2     |
| Ludivine Diguelman | 1     |
| Elodie Ramos       | 1     |
| Gaëlle Gayton      | 1     |

| Joueuse            | Total |
| Sabrina Oumeur     | 6     |
| Elodie Ramos       | 6     |
| Laurie Saulnier    | 4     |
| Marine Pervier     | 2     |
| Samira Tebbi       | 2     |
| Ludivine Diguelman | 1     |

### Joueuses en sélection nationale
Deux joueuses de l'effectif du FF Nîmes Métropole Gard ont déjà connus les honneurs d'être appelées en équipe de France.
Deux autres joueuses sont également internationales, Nora Hamou Maamar avec l'Algérie et Oura Agnès Kouamé avec la Côte d'Ivoire.

## Affluence et télévision

### Affluence
Affluence du FFNMG à domicile

### Retransmission télévisée
Profitant de la médiatisation de la Coupe du monde, la FFF avait lancé le lundi 11 juillet 2012 l’appel d’offre pour les droits TV du championnat de France. Ces derniers ont été remportés par France Télévision en duo avec la chaine Eurosport pour un contrat s'élevant à 110 000 euros.

## Équipe réserve et équipes de jeunes

### Équipe réserve
Le club gardois possède une équipe réserve qui participe à la Division d'Honneur de la Ligue du Languedoc-Roussillon. 
| Rang | Équipe                       | Pts | J  | G  | N | P | Bp | Bc | Diff |
| ---- | ---------------------------- | --- | -- | -- | - | - | -- | -- | ---- |
| 1    | Montpellier ASPTT            | 59  | 16 | 14 | 1 | 1 | 61 | 11 | +50  |
| 2    | US Villeneuve-lès-Maguelone  | 55  | 16 | 12 | 3 | 1 | 78 | 19 | +59  |
| 3    | FF Nîmes Métropole Gard rés. | 41  | 16 | 8  | 2 | 6 | 44 | 30 | +14  |
| 4    | AS Frontignan AC             | 41  | 16 | 8  | 1 | 7 | 45 | 53 | -8   |
| 5    | AS Saint-Christol-lès-Alès   | 40  | 16 | 7  | 3 | 6 | 38 | 26 | +12  |
| 6    | AS Lattoise                  | 40  | 16 | 7  | 3 | 6 | 54 | 28 | +26  |

| 0 | Qualifié pour le CIR |

### Équipe de jeunes
Le club gardois possède une équipe des moins de 19 ans qui participe au Challenge National Féminin U19. 
| Rang | Équipe                  | Pts | J | G | N | P | Bp | Bc | Diff |
| ---- | ----------------------- | --- | - | - | - | - | -- | -- | ---- |
| 1    | Montpellier HSC         | 32  | 8 | 8 | 0 | 0 | 44 | 3  | +41  |
| 2    | Olympique de Marseille  | 22  | 8 | 4 | 2 | 2 | 17 | 5  | +12  |
| 3    | FF Nîmes Métropole Gard | 14  | 8 | 1 | 3 | 4 | 4  | 18 | -14  |
| 4    | AS Véore-Montoison      | 13  | 8 | 0 | 5 | 3 | 5  | 16 | -11  |
| 5    | CS Nivolas-Vermelle     | 12  | 8 | 0 | 4 | 4 | 1  | 29 | -28  |

| 0 | Qualifié pour le niveau "Elite". |

| Rang | Équipe                  | Pts | J  | G | N | P | Bp | Bc | Diff |
| ---- | ----------------------- | --- | -- | - | - | - | -- | -- | ---- |
| 2    | Toulouse FC             | 33  | 10 | 7 | 2 | 1 | 46 | 8  | +38  |
| 3    | AS Véore-Montoison      | 25  | 10 | 4 | 3 | 3 | 17 | 23 | -6   |
| 4    | CS Nivolas-Vermelle     | 22  | 10 | 3 | 3 | 4 | 14 | 19 | -5   |
| 5    | FF Nîmes Métropole Gard | 18  | 10 | 2 | 2 | 6 | 10 | 27 | -17  |
| 6    | ASPTT Albi              | 11  | 10 | 0 | 1 | 9 | 10 | 40 | -30  |

| 0 | En lice pour une place de meilleur deuxième. |